# 减肥达人 (美国真人秀)
《减肥达人》（英語：The Biggest Loser，又译：超级减肥王）是一档美国真人秀节目，本节目于2004年10月19日起在全国广播公司播出。